# Provinz Pesaro und Urbino

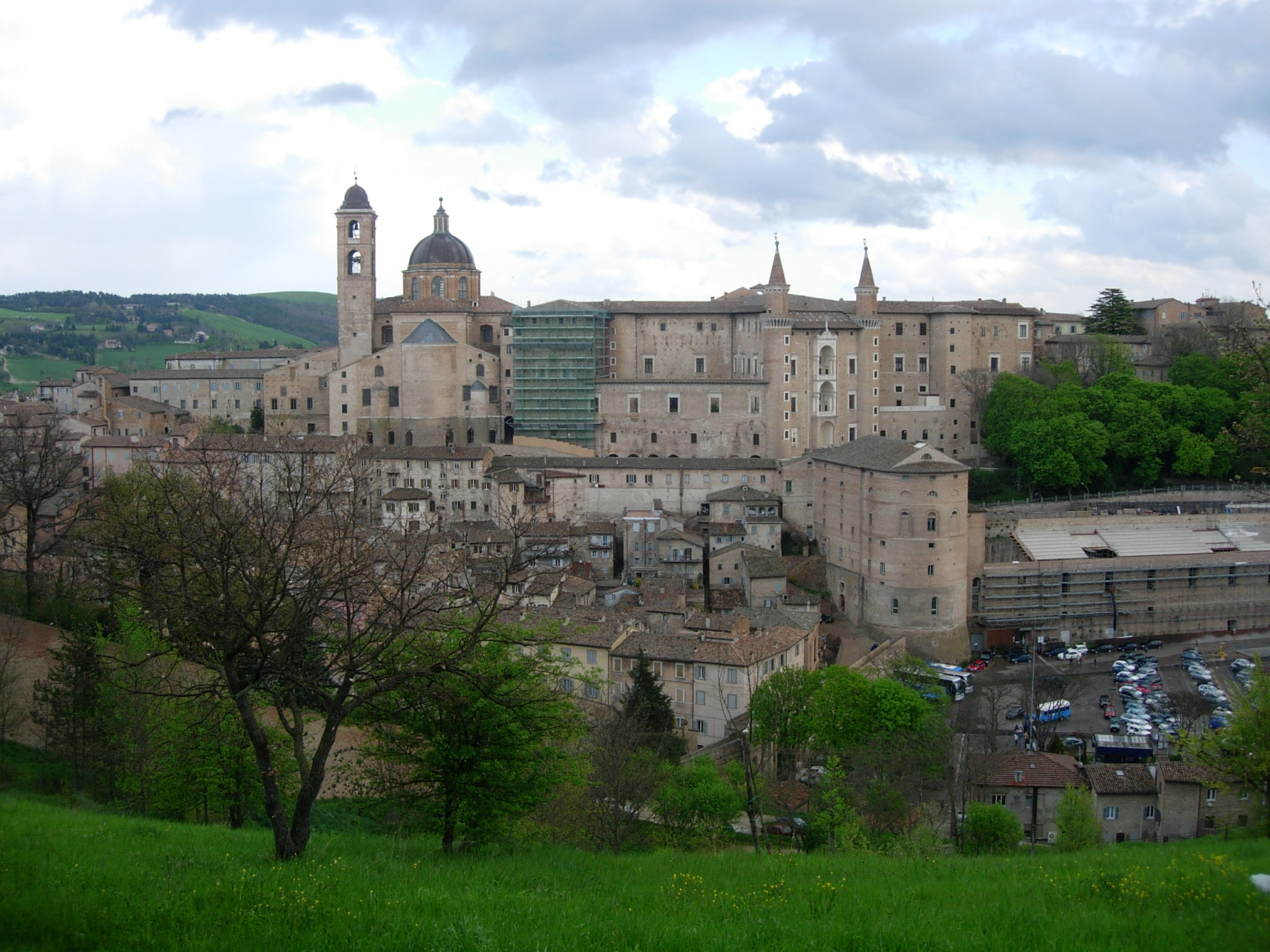
Die Altstadt von Urbino

Die Provinz Pesaro und Urbino (italienisch Provincia di Pesaro e Urbino) ist eine italienische Provinz der Region Marken. Hauptstadt ist Pesaro. Sie hat mehr als 350.000 Einwohner in 50 Gemeinden auf einer Fläche von 2507 km².
Die Provinz grenzt im Norden an die Region Emilia-Romagna (Provinz Rimini) und an die Republik San Marino, im Osten an die Adria, im Südosten an die Provinz Ancona, im Süden an Umbrien (Provinz Perugia) und im Westen an die Toskana (Provinz Arezzo).

## Städtepartnerschaften
Die Provinz Pesaro und Urbino unterhält eine Städtepartnerschaft mit der deutschen Stadt Wolfsburg und dem Landkreis Rastatt.

## Größte Gemeinden
(Einwohnerzahlen Stand 31. Dezember 2023)
| Gemeinde         | Einwohner |
| ---------------- | --------- |
| Pesaro           | 95.392    |
| Fano             | 59.992    |
| Vallefoglia      | 15.005    |
| Urbino           | 13.819    |
| Mondolfo         | 14.325    |
| Colli al Metauro | 12.319    |
| Fossombrone      | 9057      |
| Cagli            | 7949      |
| Fermignano       | 8240      |
| Tavullia         | 7934      |
| Cartoceto        | 8052      |
| Urbania          | 6891      |
| Montelabbate     | 7086      |
| Pergola          | 5765      |
| Gabicce Mare     | 5471      |

Die Liste der Gemeinden in den Marken beinhaltet alle Gemeinden der Provinz mit Einwohnerzahlen.